# 乌韦·诺伊珀特
乌韦·诺伊珀特（德語：Uwe Neupert，1957年8月5日—），德国男子摔跤运动员。他曾代表东德参加1980年和1988年夏季奥林匹克运动会摔跤比赛，其中1980年奥运会获得一枚银牌。